# チャンネル4ニュース
『チャンネル4ニュース（Channel 4 News）』は、イギリスのテレビジョン放送局・チャンネル4のメインニュース番組。ITNによって制作され、1982年11月の開局以来運用されている。

## 現在の番組

### チャンネル4ニュース
『チャンネル4ニュース』は、チャンネル4の夜のメインニュース番組の名称。
編集長はエスメ・レンで、2022年に任命された。クリシュナン・グル＝マーシー、キャシー・ニューマン、マット・フライ、ジャッキー・ロング、ファティマ・マンジがプレゼンターを務め、月曜日〜木曜日の19:00〜19:55まで、金曜日の19:00〜19:30まで、週末の変動時間に放送される。アレックス・トムソンが主任記者である。
イギリスで最も視聴率の高いテレビ番組の1つであり、2006年2月には王立テレビジョン協会テレビジョン賞（Television Awards）で記録的な5回を受賞した。その中には、ジョン・スノウの年間最優秀テレビジャーナリスト賞（TV Journalist of the Year）、司法長官漏洩事件でのホームニュース賞（Home News Award）、コンゴのブリキの兵隊での国際ニュース賞（International News Award）などが含まれる。
2004年にニュース報道（News Coverage）英国アカデミー賞テレビ部門を受賞し、アメリカ国外で制作及び放送された最優秀ニュース番組として2004年国際エミー賞を受賞した。ジョン・スノウは、ニュースと時事問題の世界への顕著な貢献により、2005年にリチャード・ディンブルビー（Richard Dimbleby）英国アカデミー賞テレビ部門を受賞した。
2011年11月、リアム・ダットンがBBCウェザーからチャンネル4史上初の気象プレゼンターに就任した。2018年に放送された「ガーディアン」及び「ニューヨーク・タイムズ」と連動したケンブリッジ・アナリティカの暴露番組はピーボディ賞を受賞した。
2021年4月、チャンネル4とITNは、32年間務めたスノウが降板すると発表した。自身最後の放送は同年12月23日だった。

### チャンネル4ニュース・サマリー
12:00枠の『チャンネル4ニュース・アット・ヌーン』の代替として、2009年12月21日に『チャンネル4ニュース・サマリー（Channel 4 News Summary）』が初放送され、5分間のニュースの概要が放送された。

## 過去の番組

### チャンネル・フォー・ニュース・アット・ヌーン
『チャンネル・フォー・ニュース・アット・ヌーン（Channel Four News at Noon）』は、イラク戦争期間中の2003年に初めて導入され、すぐに成功したため、チャンネル4の昼間のスケジュールで継続された（競馬の生中継時を除く）。クリシュナン・グル＝マーシーがプレゼンターを務めた。かつては、この枠の番組は同じくITNがチャンネル4向けに制作した政治ニュース番組『パワーハウス（Powerhouse）』だった。2009年の景気後退による広告の低迷の結果、同年12月18日に最終回が放送された『More4ニュース』と共に打ち切りとなり、5分間の『チャンネル4ニュース・サマリー』に置き換えられた。

### More4ニュース
姉妹チャンネルのMore4で月曜日から金曜日まで放送された『More4ニュース』は、サラ・スミス、その後カイリー・モリスがアンカーを務め、特定の問題を深く掘り下げることを目的として30分間放送された。2009年の景気後退による広告の低迷の結果、同年12月18日に最終回が放送された『チャンネル・フォー・ニュース・アット・ヌーン』と共に打ち切られた。

## 放送チーム

### 現在のニュースキャスター
| - クリシュナン・グル＝マーシー（1998年 - 現在、リードプレゼンター：2022年 - 現在） - マット・フライ（2011年 - 現在） - キャシー・ニューマン（2011年 - 現在） - ジャッキー・ロング（Jackie Long、2015年 - 現在） - ファティマ・マンジ（2016年 - 現在） |

### 過去のニュースキャスター
- サラ・ホッグ（英語版）（1982年 - 1985年）
- トレバー・マクドナルド（英語版）（1982年 - 1989年）
- ギャビン・スコット（英語版）（1982年 - 1986年）
- ピーター・シッソンズ（英語版）（リードプレゼンター：1982年 - 1989年）
- ジョン・スーシェ（英語版）（1982年 - 1988年）
- サンディ・ゴール（英語版）（1983年 - 1984年）
- アラステア・スチュワート（英語版）（1983年 - 1987年）
- スー・タートン（英語版）（1983年 - 2010年）
- キャロル・バーンズ（英語版）（1984年 - 1992年）
- ソニア・ルゼラー（英語版）（1984年 - 1992年）
- ニコラス・オーウェン（英語版）（1985年 - 1991年）
- スー・カーペンター（英語版）（1988年 - 1990年）
- ゼイナブ・バダウィ（英語版）（1989年 - 1998年）
- ジョン・スノウ（英語版）（リードプレゼンター：1989年 - 2021年）
- フィオナ・アームストロング（英語版）（1990年 - 1991年）
- ダーモット・マーナハン（英語版）（1992年 - 1995年）
- アレックス・トムソン（英語版）（1999年 - 2004年）
- サミラ・アーメッド（英語版）（2000年 - 2011年）
- ケイティ・ラザール（英語版）（2005年 - 2015年）
- シーナ・マクドナルド（英語版）

### 記者/編集長
総合
- アレックス・トムソン（英語版）（主任記者）
- ファティマ・マンジ（英語版）（リポーター）
- アイシャ・タル（英語版）（ニュース担当記者）
- キラン・ムードリー（Kiran Moodley、リポーター）[7]

政治
- ゲイリー・ギボン（英語版）（政治担当編集長）

全国・地域
- クレア・ファロン（英語版）（イングランド北部担当記者）

国際
- リンゼイ・ヒルサム（国際担当編集長）
- ジャマル・オスマン（英語版）（アフリカ担当特派員）

保健
- ルーベン・ロイター（英語版）（障害担当記者）[8]

データ
- キアラン・ジェンキンス（英語版）（データ担当記者・プレゼンター）

スポーツ
- ケメ・ンゼレム（英語版）（スポーツ担当記者）
- ジョーダン・ジャレット＝ブライアン（英語版）（スポーツリポーター）

ソース:

### 気象予報士
| 年       | 予報士                          | 肩書       | その他の役割 |
| -------- | ------------------------------- | ---------- | ------------ |
| 2011年 - | リアム・ダットン（Liam Dutton） | 気象予報士 |              |

### デザインチーム
| 年              |                                               | 肩書                     |  |
| --------------- | --------------------------------------------- | ------------------------ |  |
| 2007年 -        | サム・ワップルズ（Sam Wapples）               | グラフィック部門責任者   |  |
| 1989年 - 1994年 | ジョナサン・スペンサー（Jonathan Spencer）    | グラフィックデザイナー   |  |
| 1994年 -        | ファブリツィオ・ヴィアーニ（Fabrizio Viani）  | シニアデザイナー         |  |
| 1997年 -        | マイク・スミス（Mike Smith）                  | シニアデザイナー         |  |
| 1998年 -        | イアン・ワトキンス（Ian Watkins）             | グラフィック部門副責任者 |  |
| 2005年 -        | スー・カーリー＝ショーン（Sue Kearley-Schon） | シニアデザイナー         |  |
| 2012年 -        | ケビン・オデル（Kevin O'Dell）                | シニアデザイナー         |  |

## 非放送メディア
『チャンネル4ニュース』は、ニュースチームからのニュースの洞察や分析を提供するためにジャーナリストが執筆した様々なブログなど、放送以外の様々なメディアも制作している。報道記者チームからの毎日の無料メール「Snowmail」も作成しており、その日のニュースの議題やニュースルームの舞台裏についての個人的な見解を伝えている。

## 歴史的な役割
2003年、イギリスの政治危機を引き起こした怪しい調査書の記事を報道した。
保守党の選挙費用スキャンダルの記事は、マイケル・クリックによって最初に明らかにされ、その後1年以上にわたって追及された。
2018年3月、『チャンネル4ニュース』による潜入調査でケンブリッジ・アナリティカの選挙活動が調査された。

## 撤回
2017年のウェストミンスター襲撃事件の夜、『チャンネル4ニュース』は、死亡した襲撃犯の名前を「トレバー・ブルックス（Trevor Brooks）」としても知られるアブ・イザディーン（Abu Izzadeen）と特定できたと主張した。この主張は「インデペンデント」紙と「デイリー・ミラー」紙でも繰り返された。しかし、イザディーンの弁護士が彼は生きていて服役していると述べたため、同じ番組中に放送の撤回を余儀なくされた。なお、実際の実行犯は、ハリド（カーリド）・マスード（英: Khalid Masood）である。

## テーマ音楽
『チャンネル4ニュース』のタイトルの音楽は、アラン・ホークショーの「Best Endeavours」をオーケストレーションしたものである。これはチャンネルの開局から数ヶ月後に導入され、開始以来使用され続けている。